# Eleccions generals de Guinea Equatorial de 1983
Les eleccions generals de Guinea Equatorial de 1983 van tenir lloc el 28 d'agost de 1983, les primeres des de les de 1968. La nova constitució aprovada en referèndum l'any anterior preveia una Cambra dels Representants del Poble de 41 escons. El president Teodoro Obiang Nguema Mbasogo fou elegit com a candidat únic a cada circumscripció, que després va ser aprovats pels votants. No hi van prendre part partits polítics en les eleccions, i tots els candidats es presentaren com a independents.